# Sławsk (Rosja)
Sławsk (ros. Славск, dawn. niem. Heinrichswalde) – miasto w Rosji, w obwodzie królewieckim. W 2021 roku liczyło 3964 mieszkańców.
Miejscowość położona około 15 km na południowy zachód od Sowiecka. Znajduje tu się stacja kolejowa Sławsk-Nowyj, położona na linii kolejowej łączącej Królewiec z Sowieckiem.

## Historia
Osada została założona w 1292 roku na terenach państwa krzyżackiego. Od 1525 roku do 1701 roku wchodziła w skład Prus Książęcych. Od 1701 roku w granicach Królestwa Prus. W 1761 roku miasto poważnie uszkodziła powódź wywołana przez przerwanie tam podczas sztormu. Od 1818 roku siedziba pruskiego powiatu Elchniederung. Według niemieckich danych w 1890 roku powiat zamieszkiwało 16 tys. Litwinów, co stanowiło 29% populacji. W 1891 roku miasto uzyskało połączenie kolejowe z Królewcem i Tylżą. Na początku XX wieku miejscowość nabrała charakteru kurortu klimatycznego, ze względu na okoliczne pierwotne lasy, rzeki i jeziora. W 1935 roku otwarto basen z wodą mineralną, której źródła znajdują się w okolicach miasta. W 1939 miasto liczyło 3500 mieszkańców. 20 stycznia 1945 miasto bez walki zajęły oddziały 263 dywizji strzelców 2 Frontu Białoruskiego Armii Czerwonej. W 1946 roku zmieniono nazwę miasta na Sławsk na pamiątkę radzieckiego zwycięstwa w II wojnie światowej, a miasto stało się siedzibą powiatu sławskiego.
W mieście zachowała się historyczna zabudowa śródmiejska oraz kościół ewangelicki z 1869 w stylu neogotyckim, w którym dawniej przechowywano szereg rzeźb z XVII wieku. W pobliżu miasta znajduje się ośrodek reprodukcji i rezerwat żubrów oraz ostoja rzadkich gatunków ptaków (ostrygojady, szablodzioby, kuliki wielkie, puchacze, ohary). Na terenie rejonu znajdował się hitlerowski obóz koncentracyjny Hohenbruch.

## Współpraca
- Ronneby, Szwecja